# Hugo Award
Der Hugo Award (eigentlich: Science Fiction Achievement Award) ist ein seit 1953 verliehener Leserpreis. Er ist nach Hugo Gernsback, einem Begründer des Begriffs Science-Fiction, benannt.

## Geschichte
Er gilt als einer der wichtigsten Preise in der SF-Literatur und wird jährlich durch die Teilnehmer des Worldcons verliehen, in der Regel für Werke, die im vergangenen Jahr veröffentlicht wurden. Zwar liegt der Fokus auf der SF-Literatur, jedoch wird der Hugo Award auch für Werke aus dem Bereich der Fantasy-Literatur verliehen.
Neben dem Hugo werden auf der Worldcon auch noch weitere Awards vergeben:
der John W. Campbell Memorial Award für den besten neuen Autor. Von 1974 bis 1981 wurde außerdem auch der Gandalf Award verliehen.
Die Preisverleihung von 1953 war ursprünglich als einmalige Veranstaltung gedacht. Nach einem Jahr Pause wurde der Award seit 1955 jährlich verliehen. Bisher dreimal, nämlich 1996, 2001 und 2004, wurden nachträglich Werke, die exakt 50 Jahre früher dran gewesen wären, mit dem Retro Hugo Award ausgezeichnet. 2007 hätte man diesem Schema noch einmal folgen können, da 1957 der Hugo nur für Zeitschriften vergeben wurde. 2014, 2016, 2018 und 2019 wurden Retro Hugo für 75 Jahre zuvor erschienene Werke vergeben.

## Kategorien

### Best Novel (Bester Roman)
Diese Kategorie beinhaltet Werke ab 40.000 Wörtern.

### Best Novella (Bester Kurzroman)
Diese Kategorie beinhaltet Werke mit einer Länge von 17.500 bis 40.000 Wörtern.
1968 erstmals vergeben.
| 1940er | 1940er | 1940er | 1940er | 1940er        |
| Jahr   | Autor | Englische Ausgabe | Deutsche Ausgabe | Anmerkung     |
| ------ | --- | --- | --- | ------------- |
| 1939   | John W. Campbell | Who Goes There? | Das Ding aus einer anderen Welt                                                                                         | Retro: 2014   |
| 1941   | Robert A. Heinlein | If This Goes On… | Revolte im Jahre 2100                                                                                                   | Retro: 2016   |
| 1943   | Robert A. Heinlein | Waldo | Waldo | Retro: 2018   |
| 1944   | Antoine de Saint-Exupéry                                                                                                | The Little Prince | Der kleine Prinz | Retro: 2019   |
| 1946   | George Orwell | Animal Farm | Farm der Tiere | Retro: 1996   |
| 1950er | | | |               |
| Jahr   | Autor | Englische Ausgabe | Deutsche Ausgabe | Anmerkung     |
| 1951   | Robert A. Heinlein | The Man Who Sold the Moon                                                                                               | Der Mann der den Mond verkaufte                                                                                         | Retro: 2001   |
| 1954   | James Blish | A Case of Conscience | Der Gewissensfall | Retro: 2004   |
| 1960er | | | |               |
| Jahr   | Autor | Englische Ausgabe | Deutsche Ausgabe | Anmerkung     |
| 1968   | Philip José Farmer | Riders of the Purple Wage                                                                                               | Die Reiter der purpurnen Sozialhilfe oder Das große Ding                                                                | Unentschieden |
| 1968   | Anne McCaffrey | Weyr Search | Die Suche auch: Die Drachenkönigin                                                                                      | Unentschieden |
| 1969   | Robert Silverberg | Nightwings | Schwingen der Nacht |               |
| 1970er | | | |               |
| Jahr   | Autor | Englische Ausgabe | Deutsche Ausgabe | Anmerkung     |
| 1970   | Fritz Leiber | Ship of Shadows | Schiff der Schatten |               |
| 1971   | Fritz Leiber | Ill Met in Lankhmar | Das Haus der Diebe auch: Schicksalhafte Begegnung in Lankhmar auch: Verhängnis in Lankhmar                              |               |
| 1972   | Poul Anderson | The Queen of Air and Darkness                                                                                           | Herrin der Luft und der Dunkelheit auch: Die Königin der Dämonen auch: Die Königin der Luft und Dunkelheit              |               |
| 1973   | Ursula K. Le Guin | The Word for World is Forest                                                                                            | Das Wort für Welt ist Wald                                                                                              |               |
| 1974   | James Tiptree, Jr. | The Girl Who Was Plugged In                                                                                             | Das ein- und ausgeschaltete Mädchen                                                                                     |               |
| 1975   | George R. R. Martin | A Song for Lya | A Song for Lya auch: Abschied von Lya                                                                                   |               |
| 1976   | Roger Zelazny | Home Is the Hangman | Der Henker ist heimgekehrt auch: Daheim ist der Henker                                                                  |               |
| 1977   | James Tiptree, Jr. | Houston, Houston, Do You Read?                                                                                          | Houston, Houston, bitte melden!                                                                                         | Unentschieden |
| 1977   | Spider Robinson | By Any Other Name | Nur nicht beim wirklichen Namen                                                                                         | Unentschieden |
| 1978   | Spider Robinson & Jeanne Robinson                                                                                       | Stardance | Teil 1 des Romans: Sternentanz                                                                                          |               |
| 1979   | John Varley | The Persistence of Vision                                                                                               | Die Trägheit des Auges                                                                                                  |               |
| 1980er | | | |               |
| Jahr   | Autor | Englische Ausgabe | Deutsche Ausgabe | Anmerkung     |
| 1980   | Barry B. Longyear | Enemy Mine | Du, mein Feind auch: Mein lieber Feind                                                                                  |               |
| 1981   | Gordon R. Dickson | Lost Dorsai | Der Dorsai-Pazifist |               |
| 1982   | Poul Anderson | The Saturn Game | Das Saturnspiel |               |
| 1983   | Joanna Russ | Souls | Seelen |               |
| 1984   | Timothy Zahn | Cascade Point | |               |
| 1985   | John Varley | PRESS ENTER[] | Eingang drücken auch: Drücke Enter auch: Terminal                                                                       |               |
| 1986   | Roger Zelazny | 24 Views of Mt. Fuji, by Hokusai                                                                                        | 24 Ansichten des Berges Fuji, von Hokusai auch: 24 Ansichten des Fujiyama, von Hokusai                                  |               |
| 1987   | Robert Silverberg | Gilgamesh in the Outback                                                                                                | Gilgamesh im Outback |               |
| 1988   | Orson Scott Card | Eye for Eye | Auge für Auge |               |
| 1989   | Connie Willis | The Last of the Winnebagos                                                                                              | Der letzte Winnebago |               |
| 1990er | | | |               |
| Jahr   | Autor | Englische Ausgabe | Deutsche Ausgabe | Anmerkung     |
| 1990   | Lois McMaster Bujold | The Mountains of Mourning                                                                                               | Die Berge der Trauer |               |
| 1991   | Joe Haldeman | The Hemingway Hoax | Der Schwindel um Hemingway                                                                                              |               |
| 1992   | Nancy Kress | Beggars in Spain | Bettler in Spanien |               |
| 1993   | Lucius Shepard | Barnacle Bill the Spacer                                                                                                | Muschelkratzer-Bill |               |
| 1994   | Harry Turtledove | Down in the Bottomlands                                                                                                 | |               |
| 1995   | Mike Resnick | Seven Views of Olduvai Gorge                                                                                            | Sieben Blicke in die Olduvai-Schlucht                                                                                   |               |
| 1996   | Allen Steele | The Death of Captain Future                                                                                             | Der Tod von Captain Future                                                                                              |               |
| 1997   | George R. R. Martin | Blood of the Dragon | |               |
| 1998   | Allen Steele | …Where Angels Fear to Tread                                                                                             | |               |
| 1999   | Greg Egan | Oceanic | Ozeanisch |               |
| 2000er | | | |               |
| Jahr   | Autor | Englische Ausgabe | Deutsche Ausgabe | Anmerkung     |
| 2000   | Connie Willis | The Winds of Marble Arch                                                                                                | Der Wind von Marble Arch                                                                                                |               |
| 2001   | Jack Williamson | The Ultimate Earth | – Kapitel 4 Die ultimative Erde des Romans: Die Endzeit-Ingenieure –                                                    |               |
| 2002   | Vernor Vinge | Fast Times at Fairmont High                                                                                             | |               |
| 2003   | Neil Gaiman | Coraline | Coraline – Gefangen hinter dem Spiegel                                                                                  |               |
| 2004   | Vernor Vinge | The Cookie Monster | Das Cookie-Monster |               |
| 2005   | Charles Stross | The Concrete Jungle | Der Beton-Dschungel |               |
| 2006   | Connie Willis | Inside Job | |               |
| 2007   | Robert Reed | A Billion Eves | |               |
| 2008   | Connie Willis | All Seated on the Ground                                                                                                | |               |
| 2009   | Nancy Kress | The Erdmann Nexus | |               |
| 2010er | | | |               |
| Jahr   | Autor | Englische Ausgabe | Deutsche Ausgabe | Anmerkung     |
| 2010   | Charles Stross | Palimpsest | |               |
| 2011   | Ted Chiang | The Lifecycle of Software Objects                                                                                       | Der Lebenszyklus von Software-Objekten (veröffentlicht in: Das wahre Wesen der Dinge)                                   |               |
| 2012   | Kij Johnson | The Man Who Bridged the Mist                                                                                            | Die Brücke über den Nebel                                                                                               |               |
| 2013   | Brandon Sanderson | The Emperor’s Soul | Die Seele des Königs |               |
| 2014   | Charles Stross | Equoid | |               |
| 2015   | – nicht vergeben: Über die nominierten Werke wurde abgestimmt, jedoch erhielt Keine Auszeichnung die meisten Stimmen. – | – nicht vergeben: Über die nominierten Werke wurde abgestimmt, jedoch erhielt Keine Auszeichnung die meisten Stimmen. – | – nicht vergeben: Über die nominierten Werke wurde abgestimmt, jedoch erhielt Keine Auszeichnung die meisten Stimmen. – |               |
| 2016   | Nnedi Okorafor | Binti | Binti |               |
| 2017   | Seanan McGuire | Every Heart a Doorway                                                                                                   | |               |
| 2018   | Martha Wells | All Systems Red | Systemausfall |               |
| 2019   | Martha Wells | Artificial Condition | Auf Paranoia programmiert                                                                                               |               |
| 2020er | | | |               |
| Jahr   | Autor | Englische Ausgabe | Deutsche Ausgabe | Anmerkung     |
| 2020   | Amal El-Mohtar, Max Gladstone                                                                                           | This Is How You Lose the Time War                                                                                       | Verlorene der Zeiten |               |
| 2021   | Nghi Vo | The Empress of Salt and Fortune                                                                                         | |               |
| 2022   | Becky Chambers | A Psalm for the Wild-Built                                                                                              | Ein Psalm für die wild Schweifenden                                                                                     |               |
| 2023   | C. L. Polk | Even Though I Knew the End                                                                                              | |               |
| 2024   | T. Kingfisher | Thornhedge | |               |
| 2025   | Ray Nayler | The Tusks of Extinction                                                                                                 | |               |

### Best Novelette (Beste Erzählung)
Die Kategorie beinhaltet Werke mit einer Länge von 7500 bis 17.500 Wörtern.
1955 erstmals vergeben, erst unregelmäßig, seit 1973 jedes Jahr.
| 1940er | 1940er                                                          | 1940er                                                                                | 1940er | 1940er      |
| Jahr   | Autor                                                           | Englische Ausgabe                                                                     | Deutsche Ausgabe                                                                                            | Anmerkung   |
| ------ | --------------------------------------------------------------- | ------------------------------------------------------------------------------------- | --- | ----------- |
| 1939   | James Blish                                                     | Earthman, Come Home                                                                   | Überall ist die Erde                                                                                        | Retro: 2014 |
| 1941   | Robert A. Heinlein                                              | The Roads Must Roll                                                                   | Die Straßen müssen rollen                                                                                   | Retro: 2016 |
| 1943   | Isaac Asimov                                                    | Foundation                                                                            | Die Enzyklopädisten                                                                                         | Retro: 2018 |
| 1944   | Lewis Padgett                                                   | Mimsy Were the Borogoves                                                              | Mimsy Were the Borogoves, auch: Gar elump war der Pluckerwank                                               | Retro: 2019 |
| 1946   | Murray Leinster                                                 | First Contact                                                                         | Erste Begegnung auch: Erstkontakt auch: Erster Kontakt                                                      | Retro: 1996 |
| 1950er |                                                                 |                                                                                       | |             |
| Jahr   | Autor                                                           | Englische Ausgabe                                                                     | Deutsche Ausgabe                                                                                            | Anmerkung   |
| 1951   | Cyril M. Kornbluth                                              | The Little Black Bag                                                                  | Die kleine schwarze Tasche                                                                                  | Retro: 2001 |
| 1954   | James Blish                                                     | Earthman, Come Home                                                                   | Überall ist die Erde auch: Die fliegende Stadt                                                              | Retro: 2004 |
| 1955   | Walter M. Miller, Jr.                                           | The Darfsteller                                                                       | Der Darfsteller                                                                                             |             |
| 1956   | Murray Leinster                                                 | Exploration Team                                                                      | Das Forschungsteam                                                                                          |             |
| 1957   | – nicht vergeben: in diesem Jahr nur Zeitschriften-Kategorien – | – nicht vergeben: in diesem Jahr nur Zeitschriften-Kategorien –                       | – nicht vergeben: in diesem Jahr nur Zeitschriften-Kategorien –                                             |             |
| 1958   | – nicht vergeben –                                              | – nicht vergeben –                                                                    | – nicht vergeben –                                                                                          |             |
| 1959   | Clifford D. Simak                                               | The Big Front Yard                                                                    | Der große Vorgarten                                                                                         |             |
| 1960er |                                                                 |                                                                                       | |             |
| Jahr   | Autor                                                           | Englische Ausgabe                                                                     | Deutsche Ausgabe                                                                                            | Anmerkung   |
| 1960   | – nicht vergeben –                                              | – nicht vergeben –                                                                    | – nicht vergeben –                                                                                          |             |
| 1961   | – nicht vergeben –                                              | – nicht vergeben –                                                                    | – nicht vergeben –                                                                                          |             |
| 1962   | – nicht vergeben –                                              | – nicht vergeben –                                                                    | – nicht vergeben –                                                                                          |             |
| 1963   | – nicht vergeben –                                              | – nicht vergeben –                                                                    | – nicht vergeben –                                                                                          |             |
| 1964   | – nicht vergeben –                                              | – nicht vergeben –                                                                    | – nicht vergeben –                                                                                          |             |
| 1965   | – nicht vergeben –                                              | – nicht vergeben –                                                                    | – nicht vergeben –                                                                                          |             |
| 1966   | – nicht vergeben –                                              | – nicht vergeben –                                                                    | – nicht vergeben –                                                                                          |             |
| 1967   | Jack Vance                                                      | The Last Castle                                                                       | Die letzte Festung auch: Das letzte Kastell auch: Die letzte Burg                                           |             |
| 1968   | Fritz Leiber                                                    | Gonna Roll the Bones                                                                  | Ich muß mal wieder würfeln                                                                                  |             |
| 1969   | Poul Anderson                                                   | The Sharing of Flesh                                                                  | |             |
| 1970er |                                                                 |                                                                                       | |             |
| Jahr   | Autor                                                           | Englische Ausgabe                                                                     | Deutsche Ausgabe                                                                                            | Anmerkung   |
| 1970   | – nicht vergeben –                                              | – nicht vergeben –                                                                    | – nicht vergeben –                                                                                          |             |
| 1971   | – nicht vergeben –                                              | – nicht vergeben –                                                                    | – nicht vergeben –                                                                                          |             |
| 1972   | – nicht vergeben –                                              | – nicht vergeben –                                                                    | – nicht vergeben –                                                                                          |             |
| 1973   | Poul Anderson                                                   | Goat Song                                                                             | Bocksgesang                                                                                                 |             |
| 1974   | Harlan Ellison                                                  | The Deathbird                                                                         | Der Todesvogel                                                                                              |             |
| 1975   | Harlan Ellison                                                  | Adrift Just Off the Islets of Langerhans: Latitude 38° 54' N, Longitude 77° 00' 13" W | Hilflos Wind und Wellen ausgeliefert                                                                        |             |
| 1976   | Larry Niven                                                     | The Borderland of Sol                                                                 | Das Grenzland von Sol auch: Im Grenzland der Sonne                                                          |             |
| 1977   | Isaac Asimov                                                    | The Bicentennial Man                                                                  | Der Zweihundertjährige                                                                                      |             |
| 1978   | Joan D. Vinge                                                   | Eyes of Amber                                                                         | Bernsteinaugen                                                                                              |             |
| 1979   | Poul Anderson                                                   | Hunter's Moon                                                                         | Jägermond                                                                                                   |             |
| 1980er |                                                                 |                                                                                       | |             |
| Jahr   | Autor                                                           | Englische Ausgabe                                                                     | Deutsche Ausgabe                                                                                            | Anmerkung   |
| 1980   | George R. R. Martin                                             | Sandkings                                                                             | Sandkönige                                                                                                  |             |
| 1981   | Gordon R. Dickson                                               | The Cloak and the Staff                                                               | Mit Kutte und Stab                                                                                          |             |
| 1982   | Roger Zelazny                                                   | Unicorn Variation                                                                     | Die Einhorn-Variante auch: Einhorn-Varianten                                                                |             |
| 1983   | Connie Willis                                                   | Fire Watch                                                                            | Brandwache                                                                                                  |             |
| 1984   | Greg Bear                                                       | Blood Music                                                                           | Die Musik des Blutes auch: Musik des Blutes auch: Blut-Musik                                                |             |
| 1985   | Octavia E. Butler                                               | Bloodchild                                                                            | Blutsbrut auch: Blutsbande                                                                                  |             |
| 1986   | Harlan Ellison                                                  | Paladin of the Lost Hour                                                              | Der Wächter der verlorenen Stunde                                                                           |             |
| 1987   | Roger Zelazny                                                   | Permafrost                                                                            | Leopard am Kilimandscharo                                                                                   |             |
| 1988   | Ursula K. Le Guin                                               | Buffalo Gals, Won't You Come Out Tonight                                              | He, Büffelmädchen, kommt ihr nicht raus heute nacht? auch: Büffelmädchen, kommt ihr nicht raus heute nacht? |             |
| 1989   | George Alec Effinger                                            | Schrödinger's Kitten                                                                  | Schrödingers Katze                                                                                          |             |
| 1990er |                                                                 |                                                                                       | |             |
| Jahr   | Autor                                                           | Englische Ausgabe                                                                     | Deutsche Ausgabe                                                                                            | Anmerkung   |
| 1990   | Robert Silverberg                                               | Enter a Soldier. Later: Enter Another                                                 | Erster Auftritt: Soldat. Darauf: Ein anderer                                                                |             |
| 1991   | Mike Resnick                                                    | The Manamouki                                                                         | Manamouki                                                                                                   |             |
| 1992   | Isaac Asimov                                                    | Gold                                                                                  | Gold |             |
| 1993   | Janet Kagan                                                     | The Nutcracker Coup                                                                   | |             |
| 1994   | Charles Sheffield                                               | Georgia on My Mind                                                                    | Die Rechenmaschine von South Georgia                                                                        |             |
| 1995   | David Gerrold                                                   | The Martian Child                                                                     | |             |
| 1996   | James Patrick Kelly                                             | Think Like a Dinosaur                                                                 | Denken wie ein Dinosaurier                                                                                  |             |
| 1997   | Bruce Sterling                                                  | Bicycle Repairman                                                                     | Der Fahrradmechaniker                                                                                       |             |
| 1998   | Bill Johnson                                                    | We Will Drink a Fish Together…                                                        | |             |
| 1999   | Bruce Sterling                                                  | Taklamakan                                                                            | Taklamakan                                                                                                  |             |
| 2000er |                                                                 |                                                                                       | |             |
| Jahr   | Autor                                                           | Englische Ausgabe                                                                     | Deutsche Ausgabe                                                                                            | Anmerkung   |
| 2000   | James Patrick Kelly                                             | 1016 to 1                                                                             | |             |
| 2001   | Kristine Kathryn Rusch                                          | Millennium Babies                                                                     | |             |
| 2002   | Ted Chiang                                                      | Hell Is the Absence of God                                                            | Die Hölle ist die Abwesenheit Gottes                                                                        |             |
| 2003   | Michael Swanwick                                                | Slow Life                                                                             | |             |
| 2004   | Michael Swanwick                                                | Legions in Time                                                                       | |             |
| 2005   | Kelly Link                                                      | The Faery Handbag                                                                     | Die Elbenhandtasche                                                                                         |             |
| 2006   | Peter S. Beagle                                                 | Two Hearts                                                                            | Zwei Herzen                                                                                                 |             |
| 2007   | Ian McDonald                                                    | The Djinn's Wife                                                                      | |             |
| 2008   | Ted Chiang                                                      | The Merchant and the Alchemist's Gate                                                 | Der Kaufmann am Portal des Alchemisten                                                                      |             |
| 2009   | Elizabeth Bear                                                  | Shoggoths in Bloom                                                                    | |             |
| 2010er |                                                                 |                                                                                       | |             |
| Jahr   | Autor                                                           | Englische Ausgabe                                                                     | Deutsche Ausgabe                                                                                            | Anmerkung   |
| 2010   | Peter Watts                                                     | The Island                                                                            | |             |
| 2011   | Allen Steele                                                    | The Emperor of Mars                                                                   | |             |
| 2012   | Charlie Jane Anders                                             | Six Months, Three Days                                                                | |             |
| 2013   | Pat Cadigan                                                     | The Girl-Thing Who Went Out for Sushi                                                 | |             |
| 2014   | Mary Robinette Kowal                                            | The Lady Astronaut of Mars                                                            | |             |
| 2015   | Thomas Olde Heuvelt                                             | The Day the World Turned Upside Down                                                  | |             |
| 2016   | Hao Jingfang                                                    | Folding Beijing                                                                       | Peking falten                                                                                               |             |
| 2017   | Ursula Vernon                                                   | The Tomato Thief                                                                      | |             |
| 2018   | Suzanne Palmer                                                  | The Secret Life of Bots                                                               | |             |
| 2019   | Zen Cho                                                         | If at First You Don't Succeed, Try, Try Again                                         | |             |
| 2020er |                                                                 |                                                                                       | |             |
| Jahr   | Autor                                                           | Englische Ausgabe                                                                     | Deutsche Ausgabe                                                                                            | Anmerkung   |
| 2020   | N.K. Jemisin                                                    | Emergency Skin                                                                        | |             |
| 2021   | Sarah Pinsker                                                   | Two Truths and a Lie                                                                  | |             |
| 2022   | Suzanne Palmer                                                  | Bots of the Lost Ark                                                                  | |             |
| 2023   | Catherynne M. Valente                                           | The Difference Between Love and Time                                                  | |             |
| 2024   | Naomi Kritzer                                                   | The Year Without Sunshine                                                             | |             |
| 2025   | Naomi Kritzer                                                   | The Four Sisters Overlooking the Sea                                                  | |             |

### Best Short Story (Beste Kurzgeschichte)
Die Kategorie beinhaltet Werke bis zu einer Länge von 7500 Wörtern.
1955 erstmals vergeben.
| 1940er | 1940er | 1940er | 1940er | 1940er        |
| Jahr   | Autor | Englische Ausgabe | Deutsche Ausgabe | Anmerkung     |
| ------ | --- | --- | --- | ------------- |
| 1939   | Arthur C. Clarke | How We Went to Mars | | Retro: 2014   |
| 1941   | Isaac Asimov | Robbie | Ich, der Robot | Retro: 2016   |
| 1943   | C. L. Moore & Henry Kuttner                                                                                             | The Twonky | Der Twonky | Retro: 2018   |
| 1944   | Ray Bradbury | R Is for Rocket, auch: King of the Gray Spaces | - | Retro: 2019   |
| 1946   | Hal Clement | Uncommon Sense | Die Tausendfüßler | Retro: 1996   |
| 1950er | | | |               |
| Jahr   | Autor | Englische Ausgabe | Deutsche Ausgabe | Anmerkung     |
| 1951   | Damon Knight | To Serve Man | Ein Plan für die Menschheit auch: Wie man die Menschen vorbereitet | Retro: 2001   |
| 1954   | Arthur C. Clarke | The Nine Billion Names of God | Die neun Milliarden Namen Gottes auch: Alle Namen Gottes | Retro: 2004   |
| 1955   | Eric Frank Russell | Allamagoosa | Der Offund auch: Allamagoosa auch: Technischer Bluff auch: Übertragungsfehler                                                                                              |               |
| 1956   | Arthur C. Clarke | The Star | Der Stern |               |
| 1957   | – nicht vergeben: in diesem Jahr nur Zeitschriften-Kategorien –                                                         | – nicht vergeben: in diesem Jahr nur Zeitschriften-Kategorien –                                                                                        | – nicht vergeben: in diesem Jahr nur Zeitschriften-Kategorien – |               |
| 1958   | Avram Davidson | Or All the Seas with Oysters | Oder alle Meere voll Austern |               |
| 1959   | Robert Bloch | That Hell-Bound Train | Der Zug zur Hölle |               |
| 1960er | | | |               |
| Jahr   | Autor | Englische Ausgabe | Deutsche Ausgabe | Anmerkung     |
| 1960   | Daniel Keyes | Flowers for Algernon | Blumen für Algernon |               |
| 1961   | Poul Anderson | The Longest Voyage | Die längste Reise |               |
| 1962   | Brian W. Aldiss | Hothouse-Serie (The Long Afternoon of Earth) | Am Vorabend der Ewigkeit |               |
| 1963   | Jack Vance | The Dragon Masters | Die Drachenreiter |               |
| 1964   | Poul Anderson | No Truce With Kings | Die Mission der Fremden auch: Die Zentrale der Esper |               |
| 1965   | Gordon R. Dickson | Soldier, Ask Not | Frage nicht, Soldat! |               |
| 1966   | Harlan Ellison | ‘Repent, Harlequin!‘ Said the Ticktockman | „Bereue, Harlekin!“ sagte der Tick-Tack-Mann |               |
| 1967   | Larry Niven | Neutron Star | Neutron Star auch: Neutronenstern |               |
| 1968   | Harlan Ellison | I Have No Mouth, and I Must Scream | Ich habe keinen Mund und muß schreien auch: Ich will schreien und habe keinen Mund                                                                                         |               |
| 1969   | Harlan Ellison | The Beast that Shouted Love at the Heart of the World                                                                                                  | Die Bestie, die im Herzen der Welt ihre Liebe hinausschrie |               |
| 1970er | | | |               |
| Jahr   | Autor | Englische Ausgabe | Deutsche Ausgabe | Anmerkung     |
| 1970   | Samuel R. Delany | Time Considered as a Helix of Semi-Precious Stones | Zeit, angenommen als eine Helix von Halbedelsteinen auch: Die Zeit, als Spirale aus Halbedelsteinen betrachtet auch: Zeit, betrachtet als eine Spirale von Halbedelsteinen |               |
| 1971   | Theodore Sturgeon | Slow Sculpture | Die langsamste Skulptur der Welt auch: Langsames Wachstum auch: Der Bonsai-Mensch auch: Das Erwachen                                                                       |               |
| 1972   | Larry Niven | Inconstant Moon | Generalprobe Weltuntergang auch: Der Mond scheint hell … auch: Wechselhafter Mond                                                                                          |               |
| 1973   | R. A. Lafferty | Eurema's Dam | Mutter der Eingebung | Unentschieden |
| 1973   | Frederik Pohl & Cyril M. Kornbluth                                                                                      | The Meeting | Die Entscheidung | Unentschieden |
| 1974   | Ursula K. Le Guin | The Ones Who Walk Away from Omelas | Die Omelas den Rücken kehren |               |
| 1975   | Larry Niven | The Hole Man | Im freien Fall durch den Mars |               |
| 1976   | Fritz Leiber | Catch That Zeppelin! | Versäum nicht den Zeppelin! |               |
| 1977   | Joe Haldeman | Tricentennial | Tricentennial auch: Dreihundertjähriges |               |
| 1978   | Harlan Ellison | Jeffty Is Five | Jeffty ist fünf |               |
| 1979   | C. J. Cherryh | Cassandra | Kassandra |               |
| 1980er | | | |               |
| Jahr   | Autor | Englische Ausgabe | Deutsche Ausgabe | Anmerkung     |
| 1980   | George R. R. Martin | The Way of Cross and Dragon | Der Weg von Kreuz und Drachen |               |
| 1981   | Clifford D. Simak | Grotto of the Dancing Deer | Grotte des tanzenden Wildes |               |
| 1982   | John Varley | The Pusher | Der Pusher |               |
| 1983   | Spider Robinson | Melancholy Elephants | |               |
| 1984   | Octavia E. Butler | Speech Sounds | Der süße Klang des Wortes |               |
| 1985   | David Brin | The Crystal Spheres | Die Kristallhüllen |               |
| 1986   | Frederik Pohl | Fermi and Frost | Fermi und Frost |               |
| 1987   | Greg Bear | Tangents | Tangenten |               |
| 1988   | Lawrence Watt-Evans | Why I Left Harry's All-Night Hamburgers | Warum ich Harrys nachts durchgehend geöffnetes Hamburger-Lokal verließ |               |
| 1989   | Mike Resnick | Kirinyaga | |               |
| 1990er | | | |               |
| Jahr   | Autor | Englische Ausgabe | Deutsche Ausgabe | Anmerkung     |
| 1990   | Suzy McKee Charnas | Boobs | Möpse |               |
| 1991   | Terry Bisson | Bears Discover Fire | Die Bären entdecken das Feuer |               |
| 1992   | Geoffrey A. Landis | A Walk in the Sun | Mit der Sonne um die Wette |               |
| 1993   | Connie Willis | Even the Queen | Sogar die Königin |               |
| 1994   | Connie Willis | Death on the Nile | |               |
| 1995   | Joe Haldeman | None So Blind | Das zweite Gesicht |               |
| 1996   | Maureen F. McHugh | The Lincoln Train | Der Lincoln-Zug |               |
| 1997   | Connie Willis | "The Soul Selects Her Own Society: Invasion and Repulsion: A Chronological Reinterpretation of Two of Emily Dickinson's Poems: A Wellsian Perspective" | Die Seele wählt sich ihre Gesellschaft selbst: Invasion und Aversion |               |
| 1998   | Mike Resnick | The 43 Antarean Dynasties | |               |
| 1999   | Michael Swanwick | The Very Pulse of the Machine | Der Puls der Maschine |               |
| 2000er | | | |               |
| Jahr   | Autor | Englische Ausgabe | Deutsche Ausgabe | Anmerkung     |
| 2000   | Michael Swanwick | Scherzo with Tyrannosaur | |               |
| 2001   | David Langford | Different Kinds of Darkness | |               |
| 2002   | Michael Swanwick | The Dog Said Bow-Wow | |               |
| 2003   | Geoffrey A. Landis | Falling Onto Mars | |               |
| 2004   | Neil Gaiman | A Study in Emerald | |               |
| 2005   | Mike Resnick | Travels with My Cats | |               |
| 2006   | David D. Levine | Tk'tk'tk | |               |
| 2007   | Tim Pratt | Impossible Dreams | |               |
| 2008   | Elizabeth Bear | Tideline | |               |
| 2009   | Ted Chiang | Exhalation | Ausatmung |               |
| 2010er | | | |               |
| Jahr   | Autor | Englische Ausgabe | Deutsche Ausgabe | Anmerkung     |
| 2010   | Will McIntosh | Bridesicle | |               |
| 2011   | Mary Robinette Kowal | For Want of a Nail | |               |
| 2012   | Ken Liu | The Paper Menagerie | |               |
| 2013   | Ken Liu | Mono no aware | |               |
| 2014   | John Chu | The Water That Falls on You from Nowhere | |               |
| 2015   | – nicht vergeben: Über die nominierten Werke wurde abgestimmt, jedoch erhielt Keine Auszeichnung die meisten Stimmen. – | – nicht vergeben: Über die nominierten Werke wurde abgestimmt, jedoch erhielt Keine Auszeichnung die meisten Stimmen. –                                | – nicht vergeben: Über die nominierten Werke wurde abgestimmt, jedoch erhielt Keine Auszeichnung die meisten Stimmen. –                                                    |               |
| 2016   | Naomi Kritzer | Cat Pictures Please | |               |
| 2017   | Amal El-Mohtar | Seasons of Glass and Iron | |               |
| 2018   | Rebecca Roanhorse | Welcome to Your Authentic Indian Experience™ | |               |
| 2019   | Alix E. Harrow | A Witch's Guide to Escape: A Practical Compendium of Portal Fantasies                                                                                  | |               |
| 2020er | | | |               |
| Jahr   | Autor | Englische Ausgabe | Deutsche Ausgabe | Anmerkung     |
| 2020   | S.L. Huang | As the Last I May Know | |               |
| 2021   | T. Kingfisher | Metal Like Blood in the Dark | |               |
| 2022   | Sarah Pinsker | Where Oaken Hearts Do Gather | |               |
| 2023   | John Wiswell | D.I.Y. | |               |
| 2024   | Naomi Kritzer | Better Living Through Algorithms | |               |
| 2025   | Nghi Vo | Stitched to Skin Like Family Is | |               |

### Weitere Kategorien
Ferner werden Preise verliehen in folgenden Kategorien:
- Best Related Book für Bücher mit Bezug zu Science-Fiction, Fantasy oder Fandom, die nicht in obige Kategorien passen, z. B. Literaturkritiken, Biographien oder Bildbände.
- Best Graphic Story für eine Geschichte in zeichnerischer Form.
- Best Dramatic Presentation (Long Form) für Produktionen außerhalb der Printmedien, also Theater-, Film-, Fernsehinszenierungen, Hörspiele, Computerspiele oder musikalische Werke, mit einer Mindestdauer von 90 Minuten.
- Best Dramatic Presentation (Short Form) desgleichen mit einer kürzeren Spielzeit.
- Best Editor (Long Form) für Personen, die im Vorjahr mindestens vier Romane aus dem Geltungsbereich herausgegeben haben.
- Best Editor (Short Form) für Personen, die schon mindestens vier Anthologien, Sammlungen oder Zeitschriftenausgaben aus dem Geltungsbereich herausgegeben haben, wovon mindestens eines im Vorjahr erschienen ist.
- Best Professional Artist für berufsmäßige Künstler und Illustratoren.
- Best Semiprozine für halbprofessionelle Zeitschriften in Abgrenzung zu Fanzeitungen.
- Best Fanzine für Fanzeitungen mit mindestens vier Ausgaben.
- Best Fan Writer für Personen, die Texte in Fanzeitschriften, Internet oder anderen höchstens semiprofessionellen Medien veröffentlicht haben.
- Best Fan Artist für Personen, die ihre Bilder oder Zeichnungen in vorstehenden Medien, aber nicht aus beruflichen Gründen veröffentlicht haben.
- Best Series für mehrteilige Werke, bestehend aus mindestens drei Teilen, im Umfang von insgesamt mindestens 240.000 Wörtern.

#### Einmalige Preisverleihungen
- Best All-Time Series (Hugo Awards 1966); zur Wahl standen Der Herr der Ringe, der Lensmen-Zyklus, die Future-History-Serie, der Barsoom-Zyklus und der letztendliche Gewinner, die Foundation-Serie.[2]
- Best Video Game (2021); ausgezeichnet wurde Hades.[3]

## Kontroverse um die Preisverleihung 2023
Im Januar 2024 wurde die ungewöhnlicher Weise erst nach Monaten veröffentlichte Wahlstatistik für die Hugo Awards 2023 der 81. World Science Fiction Convention in Chengdu (China) kritisch hinterfragt.
Mehrere Vorschläge wurden darin ohne Begründung für „nicht wählbar“ („not eligible“) erklärt, darunter bekannte Autoren wie Neil Gaiman, R. F. Kuang, Xiran Jay Zhao und Paul Weimer.

Geleakte E-Mails enthüllten, dass die Autoren und ihre Werke aufgrund von Selbstzensur seitens der amerikanischen Hugo-Award-Administratoren ausgeschlossen wurden, um die chinesische Regierung nicht zu verärgern, die strenge Zensurregelungen hat und der man Empfindlichkeiten bei China betreffenden Werken unterstellte. Auch die ethnische Herkunft von Autoren wurde diskutiert, um mögliche Konflikte mit China zu vermeiden
Darüber hinaus wurde eine unbekannte Anzahl von Stimmzetteln chinesischer Wähler abgelehnt, weil ein Preisrichter der Meinung war, dass sie einer von der chinesischen SF-Zeitschrift „Science Fiction World“ veröffentlichten Empfehlungsliste ähnelten und somit einer Wahlliste (im englischen „Slate“ genannt) gleich kämen. Dies geschah, obwohl es in den Hugo-Regeln keinerlei Bestimmung gibt, nach der solche Slates von den Stimmzetteln entfernt werden können oder müssen.
Aufgrund von Beschwerden über die Hugo-Verleihung 2023 und den offiziellen Erklärungen zu diesen Beschwerden hat die Worldcon Intellectual Property (WIP), die gemeinnützige Organisation, die die Rechte an der World Science Fiction Society hält, den Direktor von WIP und zwei Personen, die dem Hugo-Verwaltungskomitee des Chengdu Worldcon vorstanden, getadelt. Die WIP erteilte auch dem Vorsitzenden des WIP-Vorstands eine Rüge. Sowohl die WIP-Direktorin als auch der Vorsitzende des WIP-Vorstands traten daraufhin zurück.
Als Folge der Kontroverse kündigte die Vorsitzende von Glasgow 2024, Esther MacCallum-Stewart, im Februar 2024 ein aktualisiertes Verfahren an, um die Transparenz bei der Preisvergabe zu gewährleisten.
Die Gründe für die Disqualifizierung potenzieller Finalisten sollen für die HUGO-Awards 2024 spätestens im April 2024 veröffentlicht werden. Unmittelbar nach der Preisverleihung am 11. August 2024 sollen die vollständigen Abstimmungsergebnisse, Nominierungs- und Abstimmungsstatistiken veröffentlicht werden. Des Weiteren wird das Hugo-Verwaltungsunterkomitee ein Protokoll veröffentlichen, in dem alle Entscheidungen, die es bei der Auslegung der WSFS-Satzung getroffen hat, erläutert werden.

## Betrugsversuch bei der Stimmabgabe 2024
Kurz vor der Preisverleihung am 11. August 2024 wurden am 22. Juli 2024 in einer schriftlichen Erklärung im Internet sowie in einem Videostatement durch das Glasgow 2024 Hugo Administration Subcommittee, geleitet von Nicholas Whyte, bekanntgegeben, dass es den Versuch gegeben hat, durch falsche Teilnahmeaccounts sowie durch die Bestechung von Teilnehmern einen nicht näher genannten Autor in einer nicht näher benannten Kategorie zum Gewinn zu verhelfen. Es wurden 377 falsche Anmeldeaccounts sowie die dazugehörigen Stimmzettel gelöscht. Diese Zahl ist mehr als 10 % der abgegebenen Stimmen. Das HUGO-Komitee gab sich überzeugt, dass der damit unterstützte Autor nichts von dem Manipulationsversuch zu seinen Gunsten gewusst habe. Durch die Löschung der Stimmen hätte der Autor in der betroffenen Kategorie nicht gewonnen.
Die Größenordnung der für den Betrugsversuch eingesetzten Geldmittel betrug mehr als 19.000 Euro und führte zu Spekulationen über den oder die Urheber dieses Betrugsversuchs.

## Sammlungen
Von 1962 bis 1986 erschienen unter dem Titel The Hugo Winners insgesamt fünf Sammelbände mit SF-Stories, die den Hugo gewonnen hatten:
- The Hugo Winners, Volume 1 (1962), mit Stories aus den Jahren 1955–1961
- The Hugo Winners, Volume Two (1971), mit Stories aus den Jahren 1962–1970
- The Hugo Winners, Volume Three (1977), mit Stories aus den Jahren 1969–1974
- The Hugo Winners, Volume 4 (1985), mit Stories aus den Jahren 1975–1978
- The Hugo Winners, Volume 5 (1986), mit Stories aus den Jahren 1979–1986

Der erste Band mit Stories aus den Jahren 1955–1961 erschien 1982 bei Heyne unter dem Titel Das Forschungsteam auf Deutsch in der Reihe Bibliothek der Science Fiction Literatur.
Darüber hinaus veröffentlichte Isaac Asimov 1992 eine eigene Auswahl an Hugo-Preisträgern in einem Band unter dem Titel The Super Hugos.